# Lorenzo Querci
Lorenzo Querci (Prato, 17 gennaio 2001) è un cestista italiano.

## Carriera
Inizia a giocare nel settore giovanile del Pistoia Basket 2000 e con la stessa società compie, a 17 anni, l'esordio in Serie A contro la Dinamo Sassari.
Nella stagione 2018-2019 entra a far parte del roster della prima squadra in pianta stabile ed entra in campo in 6 occasioni, riuscendo anche a segnare 7 punti.
Per la stagione successiva viene girato in prestito all'Orlandina Basket in Serie A2, con la quale disputa 22 incontri per un totale di 103 punti.

## Statistiche
| Stagione        | Squadra        | Competizione | Partite | Partite | Partite | Statistiche tiro | Statistiche tiro | Statistiche tiro | Altre statistiche | Altre statistiche | Altre statistiche | Altre statistiche | Altre statistiche |
| Stagione        | Squadra        | Competizione | Pres.   | Titol.  | Minuti  | Tiri da 2        | Tiri da 3        | Liberi           | Rimb.             | Assist            | Rubate            | Stopp.            | Punti             |
| --------------- | -------------- | ------------ | ------- | ------- | ------- | ---------------- | ---------------- | ---------------- | ----------------- | ----------------- | ----------------- | ----------------- | ----------------- |
| 2017-2018       | Pistoia Basket | Serie A      | 1       | 0       | 1       | 0/0              | 0/0              | 0/0              | 0                 | 0                 | 0                 | 0                 | 0                 |
| 2018-2019       | Pistoia Basket | Serie A      | 6       | 0       | 28      | 2/3              | 1/8              | 0/2              | 2                 | 0                 | 2                 | 1                 | 7                 |
| 2019-2020       | Orlandina      | Serie A2     | 22      | 9       | 442     | 26/55            | 14/46            | 9/13             | 42                | 38                | 13                | 0                 | 103               |
| Totale carriera |                |              |         |         |         |                  |                  |                  |                   |                   |                   |                   |                   |